# Meioneta mossica
Meioneta mossica là một loài nhện trong họ Linyphiidae.
Loài này thuộc chi Meioneta. Meioneta mossica được miêu tả năm 1993 bởi Schikora.